# Forte de Laclos
Il forte de Laclos era una fortificazione che Napoleone Bonaparte fece realizzare verso la fine del Settecento sull'Isola di San Paolo, nel golfo di Taranto.
La struttura rivestì il ruolo di strumento determinante per la difesa di Taranto, quando l'imperatore decise di farne il suo avamposto nel mar Mediterraneo.
Il completamento venne affidato al generale d'artiglieria Pierre Choderlos de Laclos, che tuttavia morì nel 1803 nel convento di San Francesco d'Assisi di Taranto, prima che i lavori fossero terminati. Laclos fu sepolto nella piazza d'armi interna al forte avendo rifiutato i conforti religiosi. L'ultima traccia della sua sepoltura risale al 1814, quando nel preventivo per il restauro del forte si stima in circa 200 ducati il capitale necessario per accomodare la tomba: si pensa infatti che le sue spoglie siano state gettate in mare quale manifestazione di odio nei confronti dei francesi.
Il forte fu abbattuto alla fine dell'1800 in occasione dei lavori di edificazione della batteria Vittorio Emanuele II (armata con due cannoni Krupp da 400 mm come la omologa Torre Umberto I alla Palmaria, La Spezia) che costituisce un mirabile esempio di architettura militare del passato, ed è di importanza rilevante soprattutto da un punto di vista paleontologico: esso è rivestito di blocchi di calcare proveniente dalle vicine Murge, nei quali è possibile osservare i resti fossili di un organismo bivalve che viveva circa 100 milioni di anni fa, e dei quali si è persa ogni traccia. Esiste pertanto un progetto che mira all'utilizzazione di tutta l'Isola di San Paolo quale area naturale protetta.